# جورج الأول بطريرك الإسكندرية
جورج الأول بطريرك الإسكندرية للروم الأرثوذكس من 621 الي 631، خلفًا للقديس يوحنا الرحيم. نُسب إليه كتابة السيرة الذاتية للقديس يوحنا الذهبي الفم والتي راجعها القديس فوتيوس، وقد نُسب إليه،  أيضا تفسير أجزاء من المزمور الثاني.